# Comissia chadwicki
Comissia chadwicki is een haarster uit de familie Comatulidae.
De wetenschappelijke naam van de soort werd in 1912 gepubliceerd door Austin Hobart Clark.